# Aaron Paul
Aaron Paul (sinh ngày 27 tháng 8 năm 1979) là một nam diễn viên người Mỹ. Anh được biết đến với vai Jesse Pinkman trong loạt phim truyền hình dài tập Breaking Bad (2008–2013). Paul từng ba lần giành được giải Sao Thổ cho Nam diễn viên phụ xuất sắc nhất trên truyền hình (các năm 2009, 2011, 2013), nhiều hơn bất kỳ diễn viên nào khác trong hạng mục đó. Năm 2019, anh đóng vai Pinkman trong bộ phim do Netflix phát hành mang tên El Camino: A Breaking Bad Movie.

## Đầu đời và giáo dục
Aaron Paul Sturtevant sinh tại Emmett, Idaho, vào ngày 27 tháng 8 năm 1979, là con út trong số bốn người con được sinh ra bởi bà Darla và ông Robert Sturtevant, một mục sư Báp-tít. Paul tốt nghiệp năm 1997 tại trường trung học Centennial ở Boise, Idaho. Trước khi nổi tiếng, anh từng là thí sinh tham gia một tập của The Price Is Right (phiên bản gốc của Hãy chọn giá đúng tại Việt Nam), phát sóng vào ngày 3 tháng 1 năm 2000, khi đó anh thất bại ở cả trò chơi Dice Game (Xúc xắc) và phần chơi dành cho người thắng cuộc (giá của bộ giải thưởng anh đoán thấp hơn giá anh đoán chỉ $132). Anh cũng từng là người mở rạp chiếu phim tại Universal Studios ở Hollywood.

## Đời tư
Paul đính hôn với Lauren Parsekian tại Paris vào ngày 1 tháng 1 năm 2012. Hai người gặp nhau tại Lễ hội Coachella. Họ đã kết hôn vào ngày 26 tháng 5 năm 2013, trong một đám cưới theo chủ đề lễ hội ở Paris những năm 1920 ở Malibu, California; Foster the People và John Mayer biểu diễn. Paul đã gửi email bài hát "Beauty" của The Shivers cho tất cả mọi người trong danh sách khách mời và yêu cầu họ thuộc lời để có thể hát theo trong buổi lễ. Vào tháng 9 năm 2017, anh thông báo rằng Parsekian đang mang thai đứa con đầu lòng của họ. Con gái của họ, Story Annabelle, sinh vào tháng 2 năm 2018. Gia đình anh hiện đang sống ở Idaho.

## Phim đã tham gia
| Năm       | Tên phim                        | Vai diễn            | Ghi chú                                                                             |  |
| --------- | ------------------------------- | ------------------- | ----------------------------------------------------------------------------------- |  |
| 2000      | Whatever It Takes               | Floyd               |                                                                                     |  |
| 2000      | Help! I'm a Fish                | Chuck               | Voice                                                                               |  |
| 2001      | K-PAX                           | Michael Powell      |                                                                                     |  |
| 2002      | National Lampoon's Van Wilder   | Wasted Guy          |                                                                                     |  |
| 2004      | Perfect Opposites               | Monty Brandt        |                                                                                     |  |
| 2005      | Candy Paint                     | Brad Miller         | Short film                                                                          |  |
| 2005      | Bad Girls from Valley High      | Jonathon Wharton    |                                                                                     |  |
| 2006      | Choking Man                     | Jerry               |                                                                                     |  |
| 2006      | Mission: Impossible III         | Rick Meade          |                                                                                     |  |
| 2007      | Daydreamer                      | Clinton Roark       |                                                                                     |  |
| 2007      | Leo                             | Hustler             | Short film                                                                          |  |
| 2008      | Say Goodnight                   | Victor              |                                                                                     |  |
| 2008-2012 | Breaking Bad                    | Jesse Pinkman       |                                                                                     |  |
| 2009      | The Last House on the Left      | Francis             |                                                                                     |  |
| 2010      | Wreckage                        | Rick                |                                                                                     |  |
| 2010      | Weird: the Al Yankovic Story    | "Weird Al" Yankovic | Short film                                                                          |  |
| 2011      | Quirky Girl                     | Joseph              | Short film                                                                          |  |
| 2012      | Smashed                         | Charlie Hannah      |                                                                                     |  |
| 2013      | Decoding Annie Parker           | Paul                | Milano International Film Festival Award for Best Supporting Actor                  |  |
| 2014      | Need for Speed                  | Tobey Marshall      |                                                                                     |  |
| 2014      | A Long Way Down                 | J.J. Maguire        |                                                                                     |  |
| 2014      | Hellion                         | Hollis Wilson       | Also co-executive producer Grand Jury Prize Award for Narrative Feature Competition |  |
| 2014      | Exodus: Gods and Kings          | Joshua              |                                                                                     |  |
| 2015      | Unity                           | Narrator            | Documentary; voice                                                                  |  |
| 2015      | Eye in the Sky                  | Steve Watts         |                                                                                     |  |
| 2015      | Fathers and Daughters           | Cameron             |                                                                                     |  |
| 2016      | Triple 9                        | Gabe Welch          |                                                                                     |  |
| 2016      | Central Intelligence            | Phil Stanton        |                                                                                     |  |
| 2016      | Kingsglaive: Final Fantasy XV   | Nyx Ulric           | Voice; English dub                                                                  |  |
| 2016      | The 9th Life of Louis Drax      | Peter               |                                                                                     |  |
| 2016      | Come and Find Me                | David               |                                                                                     |  |
| 2018      | American Woman                  | Chris               |                                                                                     |  |
| 2018      | Welcome Home                    | Bryan Palmer        |                                                                                     |  |
| 2019      | The Parts You Lose              | The Man             | Also producer                                                                       |  |
| 2019      | El Camino: A Breaking Bad Movie | Jesse Pinkman       | Also producer                                                                       |  |
| 2020      | Adam                            | Adam Niskar         |                                                                                     |  |